# Napton on the Hill
Napton on the Hill est un village et une paroisse civile du Warwickshire, en Angleterre.